# Ziaida
Ziaida  (in arabo زيايدة‎?) è un centro abitato e comune rurale del Marocco situato nella provincia di Benslimane, regione di Casablanca-Settat. Conta una popolazione di 14 581 abitanti (censimento 2014).